# Cycles Mercier
Pour les articles homonymes, voir Mercier.
Mercier est une marque française de fabrication de cycles fondée en 1919 et appartenant au fonds d'investissement Starship Investments. Sa chaîne de montage historique était située à Andrézieux-Bouthéon, à une dizaine de kilomètres de Saint-Étienne. 
Rachetée en 1991 par le néerlandais Accell Group, elle est renommée Cycles France Loire, qui revend la marque « Mercier ». Celle-ci réapparaît en 2019, puis en 2021 lors de l'annonce par le luxembourgeois Starship Investments de la relocalisation de la production de cycles en France, à Revin, dans les Ardennes.

## Histoire

### Naissance d'une légende
La marque des cycles Mercier fut fondée à Saint-Étienne par Émile Mercier (1899-1973).
En 1919, il s'associe aux frères Paret et à Ribaud, et se lance dans la fabrication d'axes et cuvettes de pédalier.
En 1924, rachetant les parts de ses associés, il se reconvertit dans la fabrication de cadres, puis dans le montage de cycles vers 1930.
La marque se dote d'une équipe cycliste professionnelle en 1933. Elle connaîtra son apogée dans les années 1960, grâce à Raymond Poulidor, qui y fera toute sa carrière.
De 1950 à 1959, Mercier a également fabriqué des vélomoteurs.
Le 26 septembre 1984 est immatriculée la Société Nouvelle des Cycles Mercier (330-674-359).

### Rachat par France Loire puis déclin
En 1985, la Société Nouvelle des cycles Mercier est rachetée par les actionnaires de l'entreprise voisine et concurrente Cycles France Loire, qui avait déposé le bilan en mai 1983.
Mercier, qui était resté en compétition jusqu'en 1984 (avec Joop Zoetemelk), dépose le bilan en 1985. Les salariés reprennent alors l'entreprise des Cycles Mercier - France Loire. C'est le renouveau qui s'appuie sur la grande distribution, délaissant les réseaux classiques des petits revendeurs.
En septembre 1991, les Cycles Mercier - France Loire (qui avait également racheté St Étienne Cycles), est racheté à son tour par le fabricant néerlandais Atag qui deviendra plus tard Accell Group.
Le 21 octobre 1998, la Société Nouvelle des Cycles Mercier est radiée.

### Reprise par Starship Investments
Le 11 décembre 2000, Accell Group, propriétaire des Cycles France-Loire et Lapierre, revend la marque « Mercier » au fonds d'investissement luxembourgeois Starship Investments. L'entreprise Cycles Mercier - France Loire perd alors le nom « Mercier » et se renomme Cycles France Loire,.
Après plusieurs années de pause, la marque Mercier revient en 2019 avec des vélos électriques produits en Europe et en Asie.

#### Relocalisation en France
En février 2021, Starship Investments annonce la relocalisation en France des cycles Mercier, avec l'ouverture d'une nouvelle usine dans les Ardennes, à Revin, près de Charleville-Mézières. 
L'usine, dont le lancement est prévu fin 2021, produira des vélos mécaniques et électriques sous la marque de Raymond Poulidor et de Joop Zoetemelk, ainsi que des cycles sous marque distributeur. À terme, ce seront 270 emplois qui devraient être créés dans cette cité au passé industriel sinistré. Le projet pourrait ne pas avoir lieu faute de financements, l'Etat ayant retiré son soutien financier à ce projet prévu sur la Friche Porcher.
En novembre 2021, la direction annonce maintenir son projet mais porte plainte en diffamation après les révélations faisant état d'irrégularités fiscales de la part de l'entreprise, ce qui avait provoqué le retrait du soutien financier de l'Etat.